# Niels Viggo Bentzon
Niels Viggo Bentzon (Copenhaguen, 24 d'agost, 1919 – Idem. 25 d'abril, 2000), va ser un compositor, pianista i organista danès.
Els pares de Bentzon eren professors, el Dr. llei Viggo Bentzon (1861-1937) i la pianista Karen Emma Bentzon de soltera Hartmann (1882-1977). Va ser així el besnét de JPE Hartmann i el cosí del compositor Jørgen Bentzon, l'autora Inger Bentzon i el flautista Johan Bentzon. Va ser educat a la Reial Acadèmia Danesa de Ciències. Acadèmia Danesa de Música el 1941 com a estudiant, entre d'altres, de Knud Jeppesen i Leo Mathisen i van fer l'examen d'organista el 1942. Va rebre la beca Ankerske el 1947. I té tres fills: Karl-Henrik Bentzon (n. 14 de setembre de 1942 m. 24 de setembre de 1992), Anders Bentzon (n. 24 de gener de 1957), Nikolaj Bentzon n. 1964 i filla Maria Bentzon (n. 1962 d. 2011).
Niels Viggo Bentzon era un pianista de formació, però com a compositor va ser autodidacte, i la seva música sovint es basava en el seu excel·lent talent d'improvisació fins a tal punt que moltes de les composicions, almenys les obres per a piano, es poden caracteritzar com a improvisacions escrites. La base estilística és neoclàssica, inspirada en Paul Hindemith, Johannes Brahms, Bartók, Carl Nielsen i compositors danesos contemporanis una mica més antics com Franz Syberg i el seu cosí Jørgen Bentzon. Més tard, també van entrar en joc les impressions de Britten, Schönberg, Alban Berg i Igor Stravinsky. Cap al 1950 va utilitzar fins a cert punt l'anomenada tècnica de la metamorfosi.
Des d'aproximadament l'any 1960 va fer un canvi en l'estil compositiu cap a la música de dotze tons. Però al mateix temps, durant els propers 20 anys, es va desenvolupar amb freqüència dins de formes d'expressió de fluxus i esdeveniments. Això va ajudar a convertir-lo en el compositor més conegut de la música contemporània danesa. En els seus darrers anys, però, va tornar a formes d'expressió més senzilles i tonals.
A més del seu paper com a pianista i compositor, ha estat actiu com a professor tant a Aarhus com a Copenhaguen. En la seva joventut, va ser un àvid crític musical i debat. També ha escrit llibres i articles musicològics, així com poemes, contes i altres ficcions. També ha exposat com a dibuixant i pintor. A les dècades de 1940 i 1950 va ocupar diversos càrrecs de confiança en la música i la cultura, entre els quals: membre del jurat internacional en relació amb les Jornades Mundials de la Música (ISCM) a Baden-Baden l'any 1955.
Bentzon va compondre unes 620 obres, incloses 60 obres orquestrals, 120 obres de música de cambra, 30 obres d'orgue i vocals, ballets, concerts en solitari, música de fons per a ràdio, cinema i televisió, i les òperes Faust III (1964) i Automaten (1973). Una de les seves obres més conegudes és The Well-Tempered Clavier, inspirada en Bach, que consta de 12 col·leccions de 24 preludis i 24 fugues cadascuna, un total de 576 peces per a piano.
El 1984, Niels Viggo Bentzon va crear la tríada D/Eb/Bb (pronunciat D-S-B) per a DSB, que encara s'utilitza com a so de trucada als trens de DSB, incloent IC3 i IR4. El jingle també es va utilitzar a les estacions de Banedanmark fins al 2012, quan les estacions van tenir les seves pròpies.
Està enterrat al cementiri de gent gran de Frederiksberg.

## Honor
- 1954: Beca commemorativa Henri Nathansen[3]
- 1961: Beca commemorativa de Carl Nielsen i Beca honorífica de Svend Wilhelm Hansen
- 1961: Premi Honorífic del professor Ove Christensen
- 1965: Premi Carl Nielsen
- 1965: Cavaller del Dannebrog
- 1966: Premi d'Honor de la Danish Arts Foundation
- 1970: Premi de producció de la Fundació Danesa per a les Arts
- 1971: Beca del Danish Humanities Research Council
- 1977: Ludvig Schytte i Wife Memorial Grant
- 1977: Cavaller de l'orde de Dannebrog, 1r grau